# Коэффициент достаточности капитала
Коэффициент достаточности капитала (англ. capital adequacy ratio, CAR) — индикатор устойчивости банка, отражающий его способность покрыть финансовые потери за счет собственных средств в случае неплатежеспосбоности заемщика. Показатель равен отношению капитала банка к его риску. Банковские регуляторы отслеживают данный индикатор банков для обеспечения их надёжности возмещения разумного уровня потерь и соответствия установленным нормам по требованиям к капиталу.
Данный коэффициент выражается в процентах от объёма предоставленных кредитов, взвешенных по риску. Обязательство соблюдения требуемого уровня этого коэффициента направлено на защиту вкладчиков и способствование стабильности и эффективности финансовых систем по всему миру.
При расчёте коэффициента учитываются два типа капитала: капитал первого уровня, который может покрывать убытки без необходимости прекращения деятельности банка, и капитал второго уровня, который может погашать убытки в случае ликвидации и, как следствие, обеспечивает меньшую степень защиты вкладчиков.

## Расчёт
Коэффициент достаточности капитала (CAR) представляют собой процентное отношение базового капитала банка (англ. core capital) к активам банка, взвешенных с учётом риска:
{\displaystyle {\mbox{CAR}}} = Капитал 1 уровня + Капитал 2 уровня/Активы, взвешенные по риску
где:
Капитал 1-го уровня ({\displaystyle T_{1}}) = (оплаченная часть акционерного капитала + обязательные резервы + раскрытые свободные резервы) — (инвестиции в акционерный капитал дочерней компании + нематериальные активы + текущие убытки и их перенесённые остатки),
Капитал 2-го уровня ({\displaystyle T_{2}}) = A) Нераскрытые резервы + B) Общие резервы на покрытие убытков + C) Гибридные инструменты долгового капитала и субординированные долговые обязательства,
Риском может быть либо взвешенные по риску активы банка ({\displaystyle \,a}), либо минимальное требование по общему капиталу (минимальная сумма требуемого капитала), установленного национальным банковским регулятором соответствующей страны. При использовании активов, взвешенных по риску,
{\displaystyle {\mbox{CAR}}={\cfrac {T_{1}+T_{2}}{a}}} ≥ 10 %.
Минимальный порог (в процентах) варьируется от банка к банку (в данном случае 10 %, обычное требование банковского регулятора, следующего нормам Базельских соглашений; устанавливается независимо национальным банковским регулятором отдельных стран).
Измеряются два типа капитала: капитал первого уровня ({\displaystyle T_{1}}), который может покрывать убытки без необходимости прекращения деятельности банка и [капитал второго уровня ({\displaystyle T_{2}}), который может погашать убытки в случае ликвидации и, как следствие, обеспечивает меньшую степень защиты вкладчиков.

## Применение
Коэффициент достаточности капитала — коэффициент, определяющий способность банка погасить временные обязательства и другие риски, такие как кредитный, операционный и прочие риски. В самой простой формулировке капитал банка — это «подушка безопасности» на случай возможных потерь, служащий для обеспечения защиты вкладчиков банка и других кредиторов. Органы банковского регулирования в большинстве стран определяют и контролируют требуемый уровень коэффициента для защиты вкладчиков, тем самым поддерживая доверие к банковской системе.
Коэффициент достаточности капитала схож с показателем кредитного плеча; в самой простой формулировке это соотносимо с показателем, обратным отношению заёмного капитала к собственным (хотя показатель использует отношение собственного капитала к совокупным активам вместо соотношения заёмного капитала к собственным; поскольку активы по определению равны сумме обязательств и собственного капитала, то расчёт коэффициента требует некоторого преобразования). Однако, в отличие от традиционного кредитного плеча, при расчёте CAR признаются различные уровни риска различных активов.

## Взвешивание риска
Поскольку разные типы активов имеют разные характеры риска, CAR в первую очередь корректируется для активов с меньшим риском, при котором активы с более низким уровнем риска учитываются с понижающей поправкой. Специфика расчёта CAR варьируется от страны к стране, но общие подходы, как правило, одинаковы для стран, применяющих Базельские соглашения. В самом простом приложении, по отношению к правительственным обязательствам допускается применение веса в 0 %, то есть они вычитаются из общих активов для целей расчёта CAR.

### Пример взвешивания риска
Активы, взвешенные с учётом риска — Собственные средства: Активы, взвешенные с учётом риска, представляют собой активы, обеспеченные такими средствами как денежные средства, кредиты, инвестиции и прочие активы. Каждому такому активу национальным регулирующим органом присваивается степень кредитного риска, выраженная в процентах.
Нефинансируемые (забалансовые) активы: кредитный риск, связанный с внебалансовыми статьями, должен быть сначала рассчитан путём умножения номинальной стоимости каждой из внебалансовых статей на коэффициент кредитной конверсии (англ. credit conversion factor), которая затем снова умножается на соответствующий вес.
Как правило, согласно банковским нормам, денежные средства и государственные облигации имеют весовой коэффициент риска 0 %, а ипотечные кредиты имеют весовой коэффициент риска 50 %. Все остальные виды активов (кредиты клиентам) имеют 100 % вес риска.
Банк «А» имеет активы на общую сумму 100 у.е., состоящих из:
- Денежные средства: 10 у.е.
- Государственные облигации: 15 у.е.
- Ипотечные кредиты: 20 у.е.
- Прочие кредиты: 50 у.е.
- Прочие активы: 5 у.е.

"Банк «А» имеет задолженность в размере 95 у.е., все из которых являются депозитами. По определению, собственный капитал равен активам за вычетом обязательств или 5 у.е.
Активы банка А, взвешенные с учётом риска, рассчитываются следующим образом:
| Денежные средства                                     | {\displaystyle 10*0\%=0}    |
| Государственные облигации                             | {\displaystyle 15*0\%=0}    |
| Ипотечные кредиты                                     | {\displaystyle 20*50\%=10}  |
| Прочие кредиты                                        | {\displaystyle 50*100\%=50} |
| Прочие активы                                         | {\displaystyle 5*100\%=5}   |
| Общий риск                                            |                             |
| Взвешенные активы                                     | 65                          |
| Собственный капитал                                   | 5                           |
| CAR (Собственный капитал/Активы, взвешенные по риску) | 7.69 %                      |

Несмотря на то, что у «Банка А» отношение заёмного капитала к собственному составляет 95:5, или соотношение собственного капитала к активам составляет всего 5 %, его CAR значительно выше. Он считается менее рискованным, потому что некоторые его активы менее рискованны, чем другие.

## Виды капитала
Базельские соглашения признают, что разные виды капитала имеют разную степень важности. Для их учета вносятся различные коррективы:
1. Капитал I уровня: фактически внесённый капитал плюс нераспределённая прибыль…
2. Капитал II уровня: привилегированные акции плюс 50 % субординированного долга…

Для различных типов капитала применяются различные минимальные уровни требуемого капитала. Так, минимальный уровень достаточности собственного капитала в составе капитала I-го уровня, разрешённый законом для активов, взвешенных по риску, может составлять 6 %, в то время как минимальный уровень достаточности капитала II уровня может составлять 8 %.
Как правило, устанавливается лимит на объем капитала II-го уровня, который может быть учтён при расчёте достаточности капитала, который варьируется от сферы полномочий.